# Lazzo
Il lazzo è un tipo di intermezzo mimico, di breve durata e che si esaurisce in sé stesso proprio della commedia dell'arte. I lazzi sono finalizzati a divertire il pubblico e possono essere improvvisati o pianificati prima della performance teatrale in cui vengono inseriti.

## Storia

### L'Italia del XVII e XVIII secolo
I lazzi vennero convenzionalizzati all'interno della commedia dell'arte italiana tra il XVI e XVII secolo come conferma una vasta documentazione a nostra disposizione (iconografie visive, dipinti, scritti di drammaturghi e attori). Uno dei primi resoconti dedicati ai lazzi è quello di Flaminio Scala, il quale elencò trenta tipi di tali intermezzi, questo sebbene l'odierno concetto di "lazzo" non fosse ancora usato. Quasi un secolo dopo, Andrea Petrucci descrisse i lazzi come un appuntamento fisso della commedia nel saggio The Art of The Rehearsal Performance and Improvisation. Nel suo Selva overo Zibaldone di concetti comici raccolti dal P.D. Placido, Placido Adriani fornisce un elenco di lazzi da un manoscritto che è uno dei pochi resoconti esistenti e intatti di tali scenette dell'Italia del XVII e XVIII secolo. Il manoscritto è attualmente conservato presso la biblioteca di Perugia. Più recentemente, Mel Gordon ha compilato una raccolta completa di intermezzi eseguiti da compagnie di commedia dell'arte tra il 1550 e il 1750 e li ha classificati in dodici categorie che includono i lazzi "acrobatici e mimici" nonché quelli in cui sono accadono fatti "violenti e sadici".
Inoltre, sebbene diverse illustrazioni del XVII e XVIII secolo raffigurino scene di lazzi in cui accadono volgarità di sorta, pochi sono i resoconti scritti che descrivono tali contenuti. È stato suggerito che questa scarsità di documentazione possa essere, in parte, un tentativo di eludere la crescente censura da parte delle autorità, specialmente nel caso della Comédie-Italienne parigina sotto il regno di Luigi XIV, che minacciò le troupe con la revoca dei sussidi reali qualora il loro materiale fosse stato giudicato sovversivo. In alcuni casi, le sue censure portarono all'allontanamento di diverse troupe di attori dal paese. Secondo altri, ciò è dovuto al fatto che, non essendo tali scenette brevettabili, le compagnie teatrali temessero di essere emulate dalla concorrenza. Stando a una terza opzione, dal momento che gli attori e i gruppi di attori avessero una formazione fisica e orale, non vi era la necessità di documentarli per iscritto.

### Inghilterra elisabettiana e giacobina
Sebbene l'influenza diretta della commedia dell'arte italiana sul teatro elisabettiano e giacobiana inglese sia stata oggetto di molti dibattiti, è certo che i lazzi verbali e visivi vennero messi in scena durante le trasposizioni teatrali delle opere di William Shakespeare. L'arte di Shakespeare implica una familiarità con la letteratura italiana e le pratiche teatrali, anche se non è certo che abbia mai assistito in prima persona a una commedia. È altrettanto probabile che Richard Tarlton sia servito da ispirazione tanto per le opere di Shakespeare quanto ai lazzi della commedia italiana. I lazzi verbali erano usati sotto forma di giochi di parole, proverbi e paronimie, mentre esempi di lazzi fisici erano abbondanti, specialmente nelle opere di Shakespeare con i clown, le cui improvvisazioni durante le rappresentazioni spesso infastidivano il drammaturgo.

### Anni 1920 e lazzi moderni
I lazzi figurano anche nelle produzioni cinematografiche e teatrali di Charlie Chaplin e Stanlio e Ollio e gli spettacoli di marionette di Punch e Judy. Sebbene esistano molte somiglianze, si possono tracciare alcuni parallelismi nell'uso di cadute, sobbalzi per lo spavento e ambientazioni fisiche che consentono l'uso di oggetti per eseguire la commedia. Il bastone di Charlie Chaplin è stato correlato a quello di Arlecchino, che aveva finalità comiche.